# Огни Арктики
Огни Арктики — советская и российская еженедельная газета, распространялась на территории Шмидтовского района Чукотского автономного округа.
Издавалась с 26 мая 1974 года.
Тираж в то время составлял 1000 экземпляров.
Новая газета издававшаяся на мысе Шмидта стала самой северо-восточной газетой страны, став восьмой районной газетой Чукотки (до этого на Чукотке было только 7 районных и 2 окружных газеты).
Являлась совместным печатным изданием Шмидтовского райкома партии и районного Совета народных депутатов, после 1991 года учредителями издания стали Шмидтовский районный узел связи и собственно редакция газеты «Огни Арктики».
Печаталась в Шмидтовской районной типографии в селе Рыркайпий. Выходила на четырёх полосах половинного формата «Правды».
Главной тематикой печатного издания было освещение жизни района, проблем возрождения коренных народов Чукотки. Также практиковалась перепечатка материалов из центральных газет.
Газета прекратила своё существование к середине 1990-х годов.
В 1985—1992 годах вначале корреспондентом газеты, затем заведующей отделом писем и ответственным секретарём работала екатеринбургская журналистка и писательница Нина Якимова.